# Kagurabachi
Kagurabachi (яп. カグラバチ, Каґурабачі) — японська серія манґи, написана та проілюстрована Такеру Хокадзоно. З вересня 2023 року серія виходить у щотижневому журналі Weekly Shonen Jump від Shueisha. Станом на липень 2025 року випущено 8 томів.
Станом на травень 2025 року тираж манґи становив понад 2,2 мільйона примірників. Серія отримала 10-ту премію Next Manga Award у категорії друкованої манґи та була номінована на 70-ту премію Shogakukan Manga Award у 2024 році.

## Сюжет
Чіхіро Рокухіра — син Кунішіґе Рокухіри, відомого коваля, який викував шість могутніх катан, відомих як «Зачаровані Клинки». Вони відіграли вирішальну роль у завершенні Війни Сейтей. Після тривалого життя в укритті, родину Рокухіра виявляє і атакує злочинне угруповання чаклунів на ім’я Хішаку. Хішаку вбили Кунішіґе й викрали Зачаровані Клинки. Озброєний сьомим Зачарованим Клинком на ім’я Ентен, Чіхіро вирушає на кривавий шлях помсти, щоб знищити Хішаку й повернути вкрадену зброю.

## Персонажі
Чіхіро Рокухіра (яп. 六平 千鉱)
18-річний син покійного й знаного Кунішіґе Рокухіри, Чіхіро з дитинства навчався у свого батька ремеслу мечника, сподіваючись піти його шляхом. Після того як батька було вбито, а створені ним Зачаровані Клинки викрадено, Чіхіро присягнувся помститися винуватцям — чаклунському угрупованню Хішаку. Він узяв останній Зачарований Клинок свого батька, Ентен, і тренувався з ним, допоки не став готовим вистежити вбивць і повернути викрадену зброю. Хоча він прагне помсти, Чіхіро не дозволяє, щоб невинні цивільні ставали жертвами вогню його битв. Незважаючи на стриману та відсторонену поведінку, він здатен проявляти співчуття, доброту й викликати довіру. Завдяки Ентену, Чіхіро може створювати магічні хвилі ударів, поглинати енергію для подальшого використання та підсилювати свої фізичні можливості. Його гостра спостережливість, успадкована від батька, допомогла йому стати вправнішим мечником з часом; він зміг самостійно вивчити й опанувати стиль білої чистоти, спостерігаючи та імітуючи рухи Йоджі Урухи, Сеїчі та Іорі Самури.
Хакурі Садзанамі (яп. 漣 伯理)
Знехтуваний колишній член клану Садзанамі, вигнаний через нібито брак здібностей. Він об'єднується з Чіхіро, щоб зруйнувати чорний ринок Ракудзаїчі, який контролює його родина. Початкова нездатність Хакурі опанувати фірмову техніку клану Ісо була наслідком внутрішніх сумнівів, спричинених сімейним насильством, що мимоволі розсіювало його духовну енергію. Опанувавши її контроль, він здобуває рідкісну здатність володіти як Ісо, так і технікою Сховища — підпростором для зберігання об’єктів і людей. Лише один інший член клану в історії досяг такого подвійного володіння. Хакурі може реєструвати осіб і їхні заряджені духовною енергією речі у своєму Сховищі.
Іорі Самура (яп. 吉浦 イヲリ)
Донька Сеїчі Самури. Після розлучення батьків і смерті матері вона зазнає знущань з боку однолітків. Після короткого примирення батько надсилає її подалі, перш ніж піти під захист Камунабі, доручивши клану Масумі стерти її спогади про нього. Однак закляття слабшає через її глибоку прив’язаність і вплив Тобімуне, а зрештою повністю зникає, коли Іорі інстинктивно захищає однокласника — розкривши в собі приховану майстерність стилю білої чистоти.
Тоґо Шіба (яп. 柴登 吾)
Надзвичайно вправний і могутній чаклун, що спеціалізується на телепортації. Він — давній друг родини Рокухіра, один із небагатьох, хто регулярно навідував Кунішіґе та Чіхіро, часто водив Чіхіро до міста, коли батько не міг. Як і Чіхіро, Шіба прагне помститися за Кунішіґе. Колись він був членом Камунабі, але залишив організацію після того, як Кунішіґе пішов у сховище. Попри гучний характер і дещо дитячу поведінку, Шіба щиро прагне допомогти Чіхіро й захистити його будь-якою ціною.
Хінао (яп. ヒナオ)
Друг Шіби і власник кафе «Хару-Хару», яке слугує для Хінао одночасно і кафе, і способом зв'язати чаклунів з лідерами якудзи або великими корпораціями, які потребують їхніх послуг.
Шар Кьонаґі (яп. 鏡凪 シャル)
Молода сирота, яка потрапила в полон до кримінального авторитета Соджо. Остання з клану, відомого своїми здібностями до регенерації. Соджо експериментував над нею заради її здібностей. Хоча вона може зцілитися майже від будь-якої отриманої рани, Шар також може використовувати свої здібності, щоб лікувати рани інших людей.

## Публікація
Манґа, написана та проілюстрована Такеру Хокадзоно, почала серіалізацію в журналі Weekly Shonen Jump від Shueisha 19 вересня 2023 року. Перший танкобон було випущено 2 лютого 2024 року. Станом на 4 липня 2025 року було випущено вісім томів.
Viz Media та Manga Plus видають серію англійською мовою.

### Список томів
| № | Дата виходу    | ISBN                   |
| - | -------------- | ---------------------- |
| 1 | 2 лютого 2024  | ISBN 978-4-08-883819-9 |
| 2 | 2 травня 2024  | ISBN 978-4-08-883880-9 |
| 3 | 4 липня 2024   | ISBN 978-4-08-884116-8 |
| 4 | 4 жовтня 2024  | ISBN 978-4-08-884209-7 |
| 5 | 4 грудня 2024  | ISBN 978-4-08-884348-3 |
| 6 | 4 березня 2025 | ISBN 978-4-08-884399-5 |
| 7 | 2 травня 2025  | ISBN 978-4-08-884413-8 |
| 8 | 4 липня 2025   | ISBN 978-4-08-884566-1 |

## Сприйняття

### Популярність
Після випуску Kagurabachi перевершив такі манґи, як Spy × Family, Dragon Ball Super і Boruto у рейтингу популярності Manga Plus. Його раптова популярність серед іноземних читачів стала предметом численних інтернет-мемів, і багато хто з іронією долі вважав твір спадкоємцем «великої трійки» (One Piece, Наруто та Бліч). Перший розділ став найпопулярнішим у світі за перший тиждень публікації на Manga Plus, а до квітня 2024 року манґа отримала понад 99 мільйонів переглядів сторінок на платформі.
Манґа посіла сьоме місце в опитуванні AnimeJapan «Найбажаніша аніме-адаптація» у 2024 році. Посіла перше місце премії Next Manga Award 2024 року у категорії друкованих видань.
Серіал був рекомендований творцями манґи Кохей Хорікоші та Масаші Кішімото, а також музикантом Vaundy.

### Похвали
Манґа здобула 10-ту премію Next Manga Award у категорії друкованих видань у 2024 році. Серію було номіновано на 70-ту премію Shogakukan Manga Award у 2024 році. Її також було номіновано на 49-ту премію Kodansha Manga Award у категорії сьонен у 2025 році. Манґу також було номіновано на премію Айснера у категорії «Найкраще американське видання міжнародного матеріалу — Азія» у 2025 році.